# Heart half empty
Heart half empty is een lied dat in 1995 uitkwam op een single van het countryduo Ty Herndon & Stephanie Bentley. Het nummer werd geschreven door Gary Burr en Desmond Child. Op de B-kant van de single verscheen het nummer Love at 90 miles an hour.
Hun single belandde op nummer 21 van de Hot Country Songs van Billboard. Herndon bracht het nummer verder nog uit op zijn album What mattered most (1995) en Bentley zette het op haar album Hopechest (1996).
Er verschenen verschillende covers, waaronder in Nederland van het duo Toni Willé & Danny Vera in 2003.

## Toni Willé & Danny Vera
Het duo Toni Willé & Danny Vera bracht het nummer in 2003 uit op een cd-single. De single behaalde geen notering in de hitlijsten. Vera plaatste het hetzelfde jaar ook op zijn album For the light in your eyes (2003). Willé heeft in die tijd geen reguliere albums uitbracht. Wel verscheen het op een verzamelwerk van Pussycat, The complete collection (2004).